# Kuortane
Kuortane è un comune finlandese di 3437 abitanti,  situato nella regione dell'Ostrobotnia Meridionale e noto per aver dato i natali al designer e architetto Alvar Aalto.